# Nizina Lenkorańska
Nizina Lenkorańska (azer. Lənkəran ovalığı) – nizina w południowo-wschodnim Azerbejdżanie, przy granicy z Iranem, ciągnąca się pasem długości ok. 100 km pomiędzy brzegiem Morza Kaspijskiego na wschodzie a Górami Tałyskimi na zachodzie. Na południu osiąga szerokość zaledwie ok. 5–6 km, natomiast na północy, gdzie przechodzi w Nizinę Mugańską, jej szerokość dochodzi do 30 km. Przecinają ją rzeki Viləşçay, Lənkərançay, Pensərçay, Astaraçay (ta ostatnia na granicy z Iranem).
Zbudowana jest głównie z piasków, glin, żwirów i iłów. Na wybrzeżu pierwotnie znajdowały się słodkowodne i słonawe, wydłużone jeziora różnej wielkości, tzw. morce, oddzielone od morza pasem piaszczystych wydm o wysokości 4–5 m. Najdłuższe z nich ciągnęło się od Lenkoranu do ujścia rzeki Qumbaşıçay. Dziś prawie wszystkie są osuszone. Doliny w dolnym biegu wspomnianych rzek, pierwotnie zabagnione, dziś na skutek melioracji i regulacji rzek również zostały zamienione na użytki rolne.
Nizina leży w strefie klimatu podzwrotnikowego, charakteryzującego się gorącym latem i umiarkowanie chłodną zimą. Średnia temperatura w lipcu wynosi ok. 25-26 °C, w styczniu natomiast waha się między 0 a 3 °C. Zdarzały się jednak zimy mroźne: w styczniu 1925 roku w Lenkoranie temperatura spadła do -15 °C, a rzeka Araks na pograniczu irańskim oraz przybrzeżne zatoki Morza Kaspijskiego zamarzły.
Wiatry na Nizinie Lenkorańskiej mają charakter monsunowy: latem i wiosną wieją od morza, głównie z południowego wschodu, zaś zimą z zachodu, od strony lądu. Zmiany kierunków wiatrów zależą od rozkładów ciśnień w rejonie południowej części Morza kaspijskiego. Wiatry wiejące od lądu, z Gór Tałyskich, są wiatrami typu fenowego. Podnoszą one niekiedy w okresie zimowym temperatury na nizinie do 19 °C.
Średnia roczna suma opadów jest dość wysoka, wynosi tu od 1250 do nawet 1400–1700 mm. Są one jednak nieco zróżnicowane w zależności od regionu oraz rozłożone nierównomiernie w ciągu roku. Maksimum opadów przypada na jesień (we wrześniu 216 mm), minimum w czerwcu (24 mm). Generalnie najmniej opadów występuje latem: na początku tej pory zdarzają się nawet 27-dniowe okresy zupełnie bezdeszczowe, a zdarzało się, że w ciągu całego lata ilość opadów nie przekroczyła 1 mm.
Obszar niziny, do połowy XX wieku zabagniony lub podmokły, dziś jest w większości wykorzystywany rolniczo. Na samym wybrzeżu występują gleby aluwialne, zaś dalej od morza – czerwonoziemy, przechodzące na przedgórzach w brunatne gleby leśne.
W wyższych położeniach rosną wielogatunkowe lasy liściaste z takimi gatunkami jak dąb kasztanolistny, parocja perska, glediczje (Gleditsia caspica) i olszami. Na nizinie uprawia się ryż, herbatę, warzywa, tytoń i drzewa owocowe.